# موفق محمد
موفق بن محمد بن أحمد أبو خمرة (1948 - 15 مايو 2025) معروف بـ«موفَّق أبو خمرة» شاعر عراقي من محافظة بابل في الحلة، العراق. نشر شعره منذ سنة 1967 في الصحف والمجلات العراقية والعربية.

## نشأته
عاش يتيم الاب منذ طفولته. أكمل دراسته الابتدائية والمتوسطة والثانوية في الحلة وحصل على شهادة بكالوريوس في اللغة العربية والعلوم الإسلامية من كلية الشريعة في بغداد. ويمتاز هذا الشاعر بنوع مختلف من الشعر الذي يمزج بين الشعر العربي الفصيح والشعر الشعبي الساخر.

## تكريمه
بني له تمثال وهو على قيد الحياة حيث يقع تمثاله على شط الحلة.

## وصلات خارجية
- موفق محمد على موقع أرشيف الشارخ